# Oatcake

Les oatcakes sont des gâteaux secs écossais et irlandais, très plats, réalisés à partir de flocons d'avoine, traditionnellement en forme de quart de cercle. Ils sont considérés comme le pain traditionnel écossais.

## Oatcakesécossais

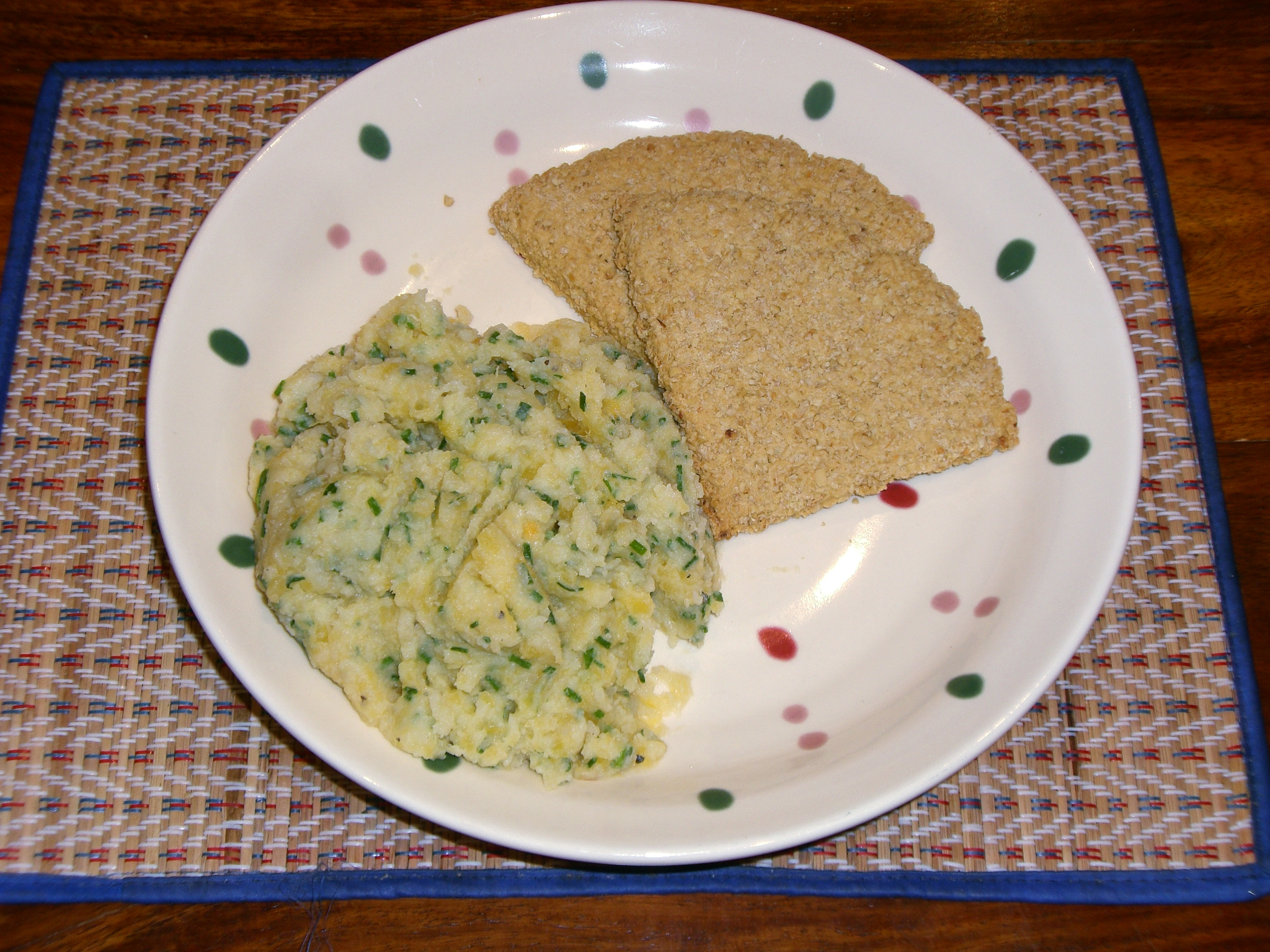
Deux oatcakes accompagnant du clapshot (purée de pommes de terre et de navets).

D'après le chroniqueur du XIVe siècle Jean Froissart, les soldats écossais emportaient dans leur paquetage de quoi en préparer :

« […] chacun emporte entre la selle et le penniau une grande plate pierre, et trousse derrière lui une besace pleine de farine, en cette entente que quand ils ont tant mangé de chairs malcuites que leur estomac leur semble etre wit [vide] et affoibli, ils jettent cette pierre au feu et détrempent un peu de leur farine et d'eau ; et quand cette pierre est échauffée, ils jettent de cette claire pâte sur cette chaude pierre, et en font un petit tourtel, en manière d'une oublie de béguine, et le mangent pour réconforter leur estomac. Parquoi ce n'est point de merveille s'ils font plus grands journées que autres gens, quand tous sont à cheval hormis la ribaudaille, et si ne mènent point de charroi  ni autres pourvéances [provisions], fors ce que vous avez ouï. »

— Jean Froissart, Chroniques, chap. XXXIV.

## Oatcakesanglais

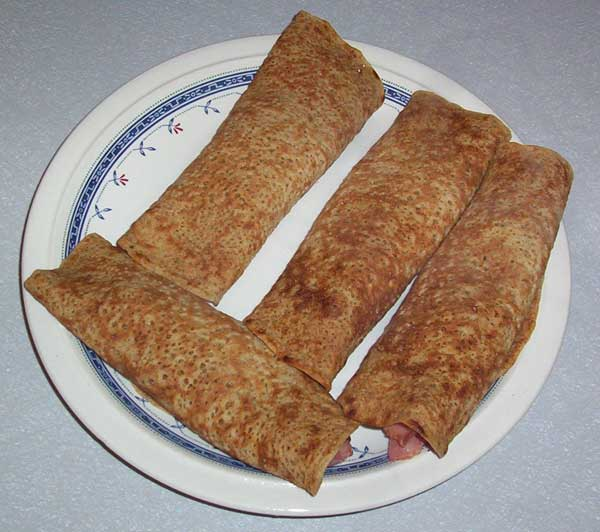
Oatcakes du North Staffordshire accompagnés de bacon et de fromage.

Les oatcakes du North Staffordshire (région du nord de l'Angleterre) sont une variété de crêpes de farine d'avoine et de blé avec de la levure. Ils sont cuits sur une grille appelée baxton.
Ceux du Derbyshire ont une recette similaire, mais sont d'un diamètre plus large et sont plus épais.

## Place dans l'alimentation
Lorsqu'ils sont précuits, les oatcakes peuvent être une forme de restauration rapide.
Les oatcakes peuvent être fourrés de fromage, de tomates, d'oignons, de bacon, de saucisse et d'œuf, comme les tacos. Ils peuvent également être consommés sucrés avec de la confiture ou de la banane.